# روشوویتسکی لاس
روشوویتسکی لاس (به لهستانی:  Roszowicki Las) یک روستا در لهستان است که در گمینا چیسک واقع شده‌است. روشوویتسکی لاس ۵۹۰ نفر جمعیت دارد.